# Oude Zederik
De Oude Zederik (Alblasserwaards: Zeerik) is een kanaal in Nederland, dat deel uitmaakt van de waterloopkundige begrenzing van de Alblasserwaard en Utrecht.

## Etymologie
Zederik is een oude Germaanse naam waarvan de oudste bekende schrijfwijze Serich is. Later veranderde dit in Seric, Zerike en uiteindelijk als Zeerik of Zederik. Wat de naam Zederik precies betekent is niet met zekerheid te zeggen. Het meest aannemelijk is dat de naam Zederik een regionale soortnaam was, dus een begrip, waarmee een waterafvoer werd bedoeld die buiten of aan de buitengrens van het ontgonnen veenland lag.

## Historie
De Oude Zederik was oorspronkelijk een veenstroom die door geschiedkundigen Broeksestroom wordt genoemd maar destijds vermoedelijk als Aa bekend heeft gestaan. Dit stroompje stroomde vanaf de Zederik bij Meerkerk naar de Lek bij Ameide en verzorgde de afwatering voor een deel van het veenpakket in de Vijfheerenlanden. Bij het ontginnen van het veen in de 12de eeuw werd de Broeksestroom vergraven tot een afvoerkanaal: de Zouwe of Middelloos. Tussen 1370 en 1373 werd het geheel weer vergraven om als boezem dienst te doen (de Zouweboezem). Eeuwen later ging het kanaal functioneren als vaart en veranderde de naam in Oude Zederik. Van 1825 tot 1893 maakte de Oude Zederik samen met het Zederikkanaal deel uit van de Keulse Vaart (het huidige Merwedekanaal).